# Геенно-огненное
Геенно-огненное — магнитоальбом советской рок-группы «ДК», выпущенный в 1986 году. Так же, как и предыдущий альбом «ДК», данный альбом был записан одним человеком — руководителем проекта Сергеем Жариковым. Альбом выдержан в жанре spoken word и представляет собой сборник «чернушных» стихотворений авторства Жарикова, записанных им же под самую разнообразную музыку.
Альбом был записан в 1986 году на подпольной студии «Аванкитч» и первоначально назывался «Геена Огненная». Был переиздан через десять лет на студии «Master Sound Records»: переиздание альбома 1996 года является компиляцией из магнитоальбомов «Геена Огненная» и «1948».
Этот альбом продолжил начатые Жариковым в Минном поле им. 8 марта эксперименты с «радиотеатром». В качестве музыкального сопровождения он использует музыку самого разнообразного происхождения. По словам Александра Кушнира «Музыканты „ДК“ вспоминают, что сюжеты и драматургию подобных альбомов Жариков выстраивал сразу же после просмотра очередной программы „Время“». Своего апогея подобные эксперименты достигнут в следующем, концептуальном альбоме «Непреступная забывчивость».

## Сергей Жариков об альбоме
Цельная, слегка депрессивная программа, загоняющая расхожие клише в неожиданный, эксцентрично-провокативный контекст. Очевидное становится «странным», смешное — трагичным, великое — малым, «общественное» — экзистенциальным… Действительно, — «словесный лад», «музыка слов», «вербальный драйв», «word music». Вся динамика оригинального саундтрека полностью сохранена со всеми первозданными нюансами, где немаловажную роль играет особый аромат немного шипящей, но — «естественно дышащей живым звуком» — магнитофонной ленты. Лента здесь — псевдоним «беспристрастного свидетеля», нулевая точка отсчёта, по отношению к которой, собственно, и развиваются события, изложенные подчеркнуто нарративно. «Страсти» по… Совку. Иначе не скажешь.— Информация об альбоме на сайте Сергея Летова
Оформление альбома (обложка переиздания 1996 года) было отмечено специальным дипломом в номинации «Новая и экспериментальная музыка» конкурса «CD-обложка 98», который регулярно устраивало издательство «ИМА-пресс».

## Создатели альбома
- Автор текстов, исполнитель и все инструменты — Сергей Жариков
- Художник — Ольга Померанцева
- Продюсер — Сергей Жариков
- Исполнительные продюсеры — Виктор Алисов, Юрий Севостьянов (переиздание 1996 года)
- Вёрстка и дизайн — Ольга Алисова
- Оцифровка (переиздание 1996 года) — Андрей Субботин
- Вокал в песне «Лизочек» (песня авторства Чайковского) — Маша Агеева

## Список композиций
| №   | Название                          | Длительность |
| --- | --------------------------------- | ------------ |
| 1.  | «Интродукция»                     | 1:58         |
| 2.  | «Левый Марш»                      | 2:01         |
| 3.  | «Великий Праздник»                | 1:09         |
| 4.  | «Томик Пушкина»                   | 2:22         |
| 5.  | «Дрозды»                          | 0:55         |
| 6.  | «Не жалею, не зову, не плачу»     | 1:15         |
| 7.  | «Сказку сделать былью»            | 2:55         |
| 8.  | «С красной книжкой на боку»       | 1:55         |
| 9.  | «Летите, голуби, летите»          | 1:43         |
| 10. | «В театре, которому нет названия» | 2:32         |
| 11. | «Потеха»                          | 2:32         |
| 12. | «Ночь»                            | 1:57         |
| 13. | «Собака сидела у моря»            | 0:58         |
| 14. | «Пусть Распустятся Сто Цветов»    | 2:33         |
| 15. | «Революционная Баллада»           | 4:35         |
| 16. | «В Лунном Свете»                  | 3:22         |
| 17. | «Скерцо»                          | 0:52         |
| 18. | «Новый Год»                       | 1:04         |
| 19. | «Весеннее Настроение»             | 2:03         |
| 20. | «На лужайке»                      | 1:47         |
| 21. | «Ноктюрн»                         | 2:06         |
| 22. | «Металлический Сонет»             | 1:56         |
| 23. | «*** (Геенно-огненное)»           | 2:37         |
| 24. | «Лизочек. Кода»                   | 3:34         |